# Dana Fuchs
Dana Fuchs (New Jersey, 10 de enero de 1976) es una cantautora y actriz estadounidense, famosa por haber interpretado el rol de Sadie en la película de 2007 Across the Universe, interpretando algunos de los mayores éxitos de los Beatles.

## Biografía
Dana, la más joven de seis hijos, creció en una pequeña ciudad lejos de los grandes centros urbanos, en Florida. Estaba rodeada de música, siguiendo a sus hermanos mayores. A los doce años se une al coro First Baptist Gospel Choir donde ella era una anomalía blanca entre afroamericanos. dice respecto a esa experiencia "Crecí en un área religiosa del sur. Había muchos prejuicios sobre el color de la piel y las iglesias blancas insistían en que cosas alegres como la música y el baile eran malas. Eso me empujó hacia las iglesias negras, donde todo era una celebración del amor y la vida". A los 16 forma parte de una banda local. Pronto está tan convencida de su voluntad de hacer música que dirá a amigos y parientes que está decidida "a ir a Nueva York para cantar blues".
Sola llegó a Nueva York a la edad de 19 años, y pronto se sintió adaptada. Después del fuerte sobresalto de la noticia del suicidio de una de las hermanas mayores (Donna), Dana empezó a involucrarse en la música, empezando a participar a algunas sesiones de improvisación en los locales blues de Manhattan. Fue en una de estas sesiones donde encontró a Jon Diamond, un guitarrista estadounidense consolidado, que ya había trabajado para Joan Osborne y Debbie Davies. Entonces formaron la Dana Fuchs Band. Al cabo de un año, la banda se exhibía ya en los locales de blues más importantes, compartiendo el escenario con artistas del calibre de John Popper, James Cotton y Taj Mahal. Durante todo el año siguiente, Dana se centra en el blues, cantando todas las noches, ganando una potencia vocal formidable, y formando un gran número de fanes.
Después de dos años de trabajo en el blues, Dana decidió emprender la carrera de solista. Ella y Jon empezaron a escribir intensamente. Pronto volvieron a exhibirse en vivo con el añadido de las piezas inéditas, y la respuesta de los fanes fue entusiasta. Pronto, Dana y Jon actuaron en sitios como The Mercury Lounge, The Spephen Talk House y BB King's, compartiendo la escena con artistas como Marianne Faithfull y Etta James, entre otros.
Poco tiempo después de los productores del hit: Love, Janis, se fijaron en Dana y le pidieron ir a hacer una audición. Dana fue y cantó un extracto de Piece of My Heart, y, sin vacilación, le fue ofrecido el rol de Janis Joplin. Cantar Janis 4 noches por semana, garantizó a Dana un nuevo público, que pronto se trasladó también a los espectáculos del DFB, escuchando las piezas inéditas de Dana.
Estas canciones están incluidas en el álbum de debut de la banda: Lonely for a Lifetime, que fue bien acogido por la crítica y los fanes. Dana declaró: "Quería capturar una vibración soul y rock... Pero dándole una nota salvaje". Vocalmente, Dana se inspira en cantantes como Etta James, Otis Redding, Bobby Bland, Aretha Franklin y Mavis Staples.

### Across the Universe
En el 2007, Dana entra a formar parte del elenco del film Across the Universe (interpretando a Sadie), dirigido por Julie Taymor, y en el que la banda sonora está enteramente compuesta de éxitos de los Beatles. En la película, Dana canta algunos temas: Helter Skelter, Oh! Darling y Why Don't We Do It en the Road?; todos están caracterizados por una fuerte performance vocal, mixta entre el blues y el hard rock.

## Discografía[3]

### Álbumes en estudio
- 2003 - Lonely for a Lifetime
- 2011 - Love To Beg
- 2013 - Bliss Avenue

### Live
- 2008 - Live en NYC